# Liste der Biografien/Lim
Liste der Biografien |
Portal Biografien |
Personensuche
# |
A |
B |
C |
D |
E |
F |
G |
H |
I |
J |
K |
L |
M |
N |
O |
P |
Q |
R |
S |
T |
U |
V |
W |
X |
Y |
Z |
?
 
La |
Lb |
Lc |
Le |
Lg |
Lh |
Li |
Lj |
Ll |
Lm |
Lo |
Lp |
Lt |
Lu |
Lv |
Lw |
Lx |
Ly |
Lz
 
Lia |
Lib |
Lic |
Lid |
Lie |
Lif |
Lig |
Lih |
Lii |
Lij |
Lik |
Lil |
Lim |
Lin |
Lio |
Lip |
Liq |
Lir |
Lis |
Lit |
Liu |
Liv |
Liw |
Lix |
Liy |
Liz
Die Liste der Biografien führt alle Personen auf, die in der deutschsprachigen Wikipedia einen Artikel haben. Dieses ist eine Teilliste mit 389 Einträgen von Personen, deren Namen mit den Buchstaben „Lim“ beginnt.

## Lim
- Lim Chong Eu (1919–2010), malaysischer Politiker
- Lim Jock Hoi (* 1951), bruneiischer Diplomat und ASEAN-Generalsekretär
- Lim Kek-tjiang (1928–2017), chinesisch-indonesischer Violinist und Dirigent
- Lim Khim Wah (* 1989), malaysischer Badmintonspieler
- Lim Say Hup (1935–2005), singapurischer Badmintonspieler
- Lim, Alfredo (1929–2020), philippinischer Politiker, Bürgermeister von Manila
- Lim, Alizé (* 1990), französische TennisspielerinAlizé Lim (* 1990)

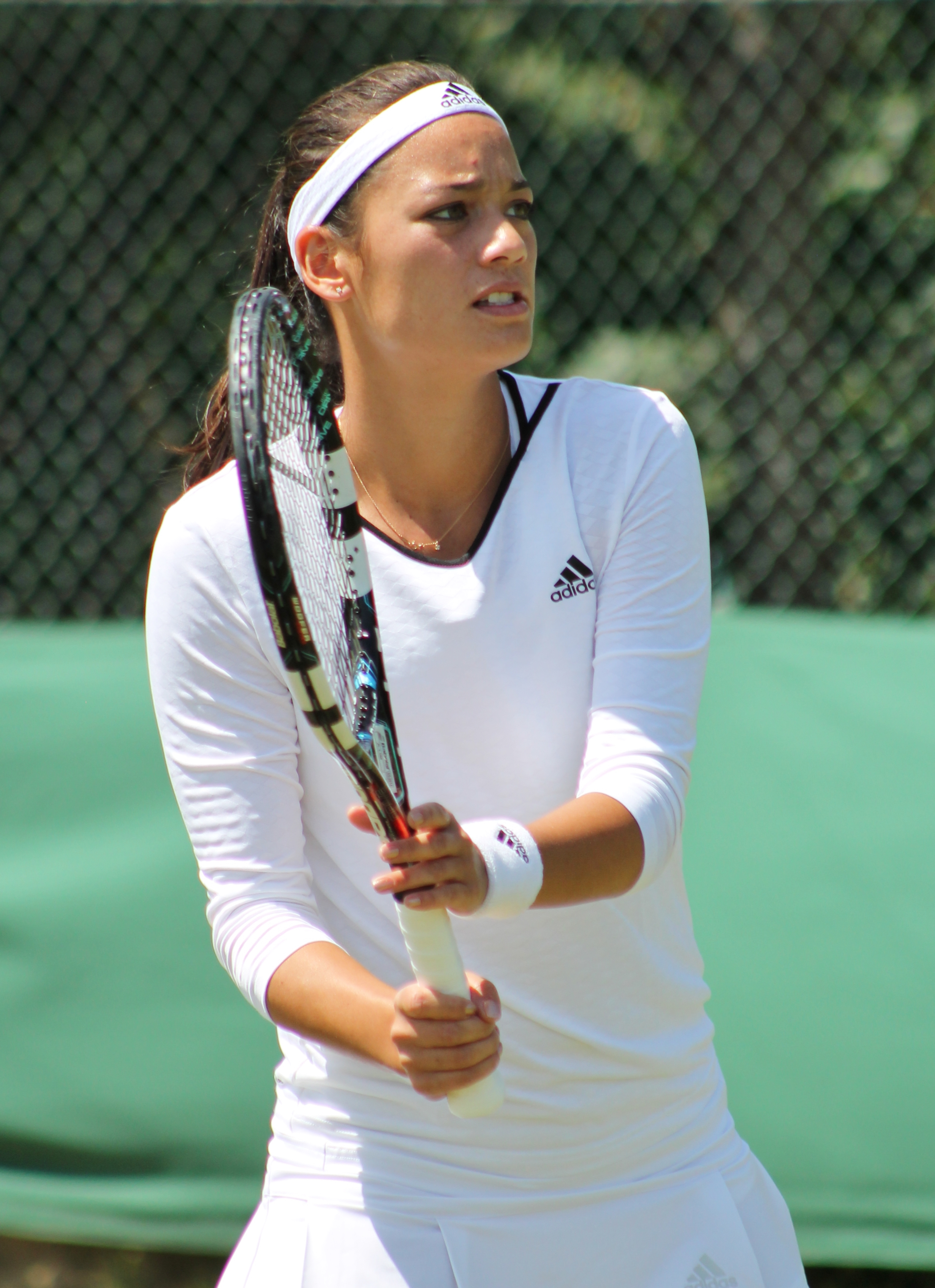
Alizé Lim (* 1990)

- Lim, Alyssa (* 1991), englische Badmintonspielerin
- Lim, Amparo (* 1969), philippinische Badmintonspielerin
- Lim, Anderson (* 1995), bruneiischer Schwimmsportler
- Lim, Biow Chuan (* 1963), singapurischer Politiker
- Lim, Boo Liat (1926–2020), malaysischer Zoologe und Parasitologe
- Lim, Boon Heng (* 1947), singapurischer Politiker
- Lim, Chi Wing (* 1995), malaysischer Badmintonspieler
- Lim, Chiew Sien (* 1994), malaysische Badmintonspielerin
- Lim, Chin (* 1992), malaysischer Pokerspieler
- Lim, Chul-woo (* 1954), südkoreanischer Autor
- Lim, David (* 1983), US-amerikanischer Schauspieler
- Lim, Elijah (* 2001), singapurischer Fußballspieler
- Lim, Eun-ji (* 1989), südkoreanische Stabhochspringerin
- Lim, Freddy (* 1976), taiwanischer Musiker und Politiker
- Lim, Gloria (1930–2022), singapurische Mykologin und Hochschullehrerin
- Lim, Harith (* 1970), singapurischer Dartspieler
- Lim, Hee-nam (* 1984), südkoreanischer Sprinter
- Lim, Heng Chek (1936–2021), malaysischer Schwimmer
- Lim, Hng Kiang (* 1954), singapurischer Politiker (PAP)
- Lim, Hwee Hua (* 1959), singapurische Politikerin
- Lim, Jae-duk (* 1982), südkoreanischer E-Sportler
- Lim, Jae-hyuk (* 1999), südkoreanischer Fußballspieler
- Lim, James Adam, US-amerikanischer Schauspieler
- Lim, Jamus (* 1976), singapurischer Ökonom und Politiker
- Lim, Jennifer (* 1980), britische Schauspielerin
- Lim, Jenny (* 2005), französische Tennisspielerin
- Lim, Jeong-soo (* 1980), südkoreanischer Fußballschiedsrichter
- Lim, Jes, Feng-Shui-Großmeister
- Lim, Ji-yeon (* 1990), südkoreanische SchauspielerinLim Ji-yeon (* 1990)

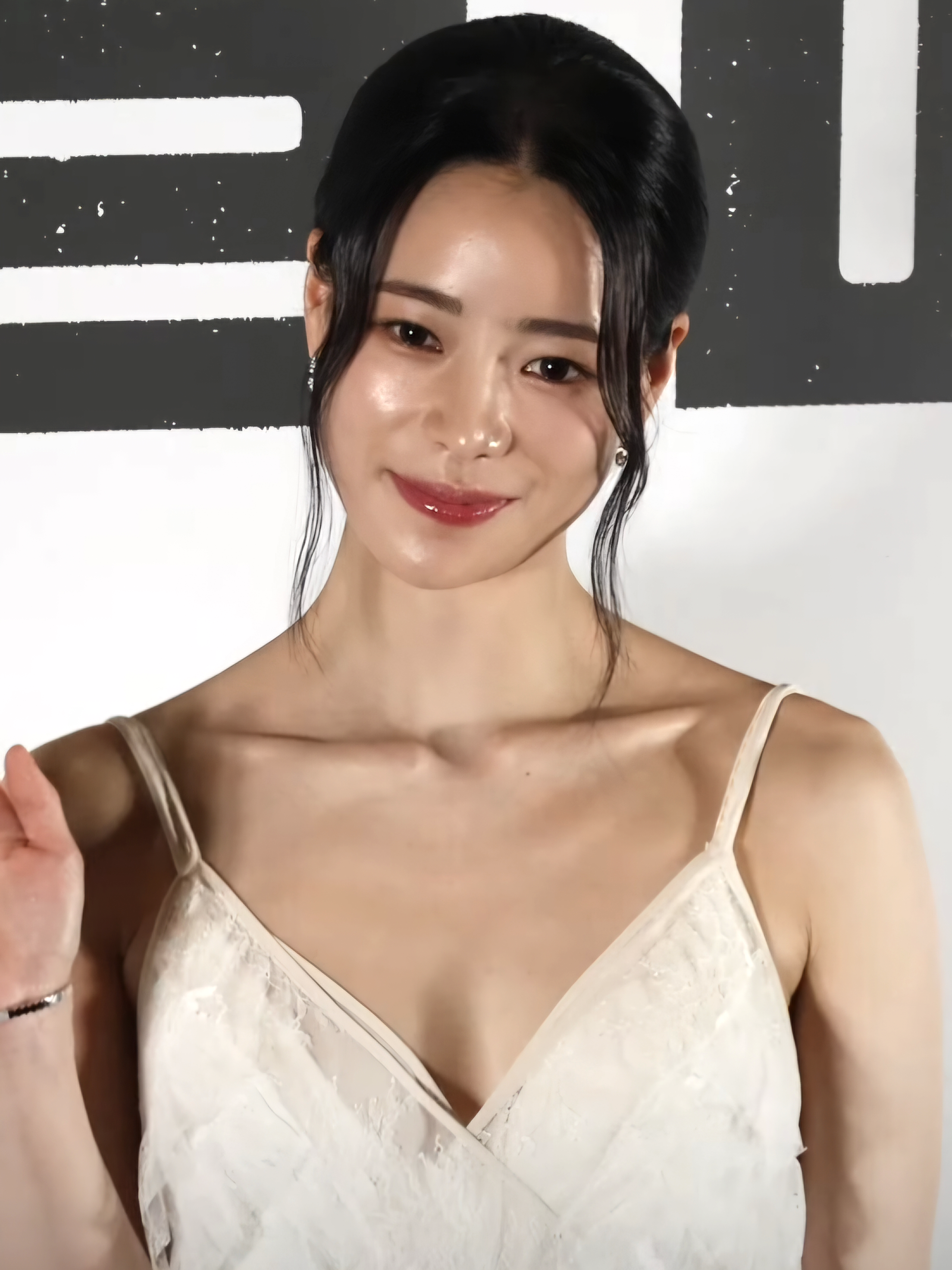
Lim Ji-yeon (* 1990)

- Lim, Jie-sun, südkoreanische Komponistin
- Lim, Jong-hoon (* 1997), südkoreanischer Tischtennisspieler
- Lim, Ju-eun (* 1988), südkoreanische Schauspielerin
- Lim, Katherine (* 1993), US-amerikanisch-philippinische Fußballspielerin
- Lim, Kee Fong (* 1922), malaysischer Badmintonspieler
- Lim, Kevin (* 1986), malaysischer Hockeyspieler
- Lim, Kim San (1916–2006), singapurischer Politiker
- Lim, Kit Siang (* 1941), malaysischer Politiker
- Lim, Kok Leong (* 1995), malaysischer Snookerspieler
- Lim, Kwan Hi (1922–2008), US-amerikanischer Schauspieler
- Lim, Kyoung-won (* 1993), südkoreanischer Shorttracker
- Lim, Kyung-hee (* 1982), südkoreanische Marathonläuferin
- Lim, Lek-Heng, chinesischer Mathematiker
- Lim, Liza (* 1966), australische Komponistin
- Lim, Maggie (1913–1995), singapurische Ärztin und Sozialreformerin
- Lim, Nam-kyu (* 1989), südkoreanischer Rennrodler
- Lim, O-kyeong (* 1971), südkoreanische Handballspielerin und Politikerin
- Lim, Paul (* 1954), singapurischer Dartspieler
- Lim, Pek Siah (* 1979), malaysische Badmintonspielerin
- Lim, Peter (* 1953), singapurischer Unternehmer und InvestorPeter Lim (* 1953)

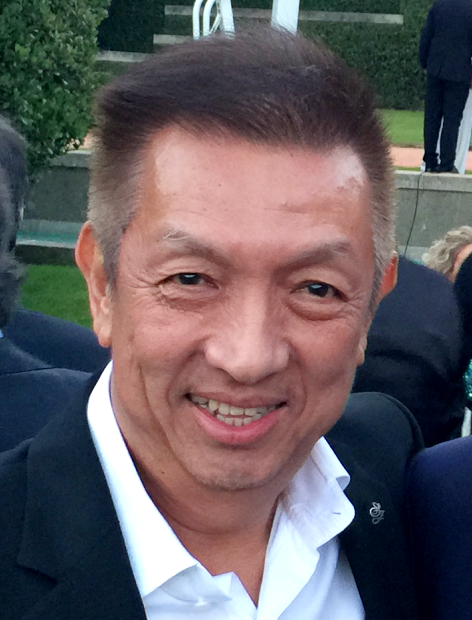
Peter Lim (* 1953)

- Lim, Rafael Montiano (1931–1998), philippinischer Geistlicher, Bischof von Boac
- Lim, Roderick (* 1974), singapurianischer Nano- und Biophysiker sowie Nanobiologe
- Lim, Ron (* 1965), US-amerikanischer Comiczeichner
- Lim, Seon-joo (* 1990), südkoreanische Fußballspielerin
- Lim, Shin (* 1991), kanadisch-US-amerikanischer Zauber- und Kartenkünstler
- Lim, Si-hyeon (* 2003), südkoreanische Bogenschützin
- Lim, Siew Choon (* 1965), malaysische Badmintonspielerin
- Lim, Stephen (* 1942), malaysischer Radrennfahrer
- Lim, Su-gyung (* 1968), südkoreanische Politikerin
- Lim, Su-jeong (* 1979), südkoreanische SchauspielerinLim Su-jeong (* 1979)

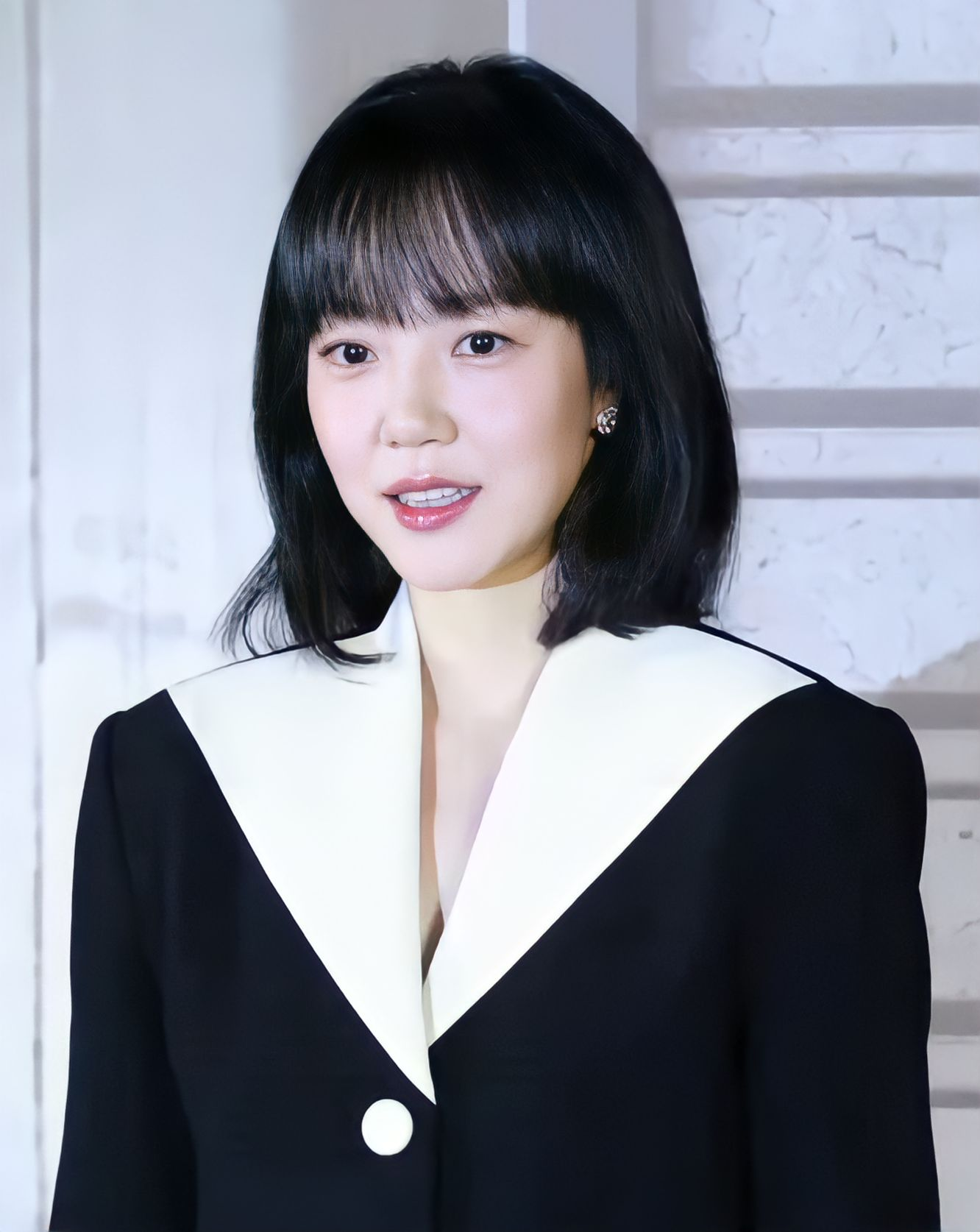
Lim Su-jeong (* 1979)

- Lim, Su-jeong (* 1986), südkoreanische Taekwondoin
- Lim, Swee Say (* 1954), singapurischer Politiker
- Lim, Sylvia (* 1965), singapurische Juristin, Politikerin und langjährige Vorsitzende der oppositionellen Workers’ Party of Singapore (WP)
- Lim, Tee Tai, singapurischer Ingenieur
- Lim, Teong-Kim (* 1963), malaysischer Fußballspieler
- Lim, Xiaoqing (* 1967), schwedische Badmintonspielerin chinesischer Herkunft
- Lim, Yew Hock (1914–1984), singapurischer Politiker und Chief Minister Singapurs
- Lim, Yin Fun (* 1994), malaysische Badmintonspielerin
- Lim, Yin Loo (* 1988), malaysische Badmintonspielerin
- Lim, Yo-hwan (* 1980), südkoreanischer E-Sportler
- Lim, Yong-kyu (* 1991), koreanischer Tennisspieler
- Lim, Yunchan (* 2004), südkoreanischer PianistYunchan Lim (* 2004)

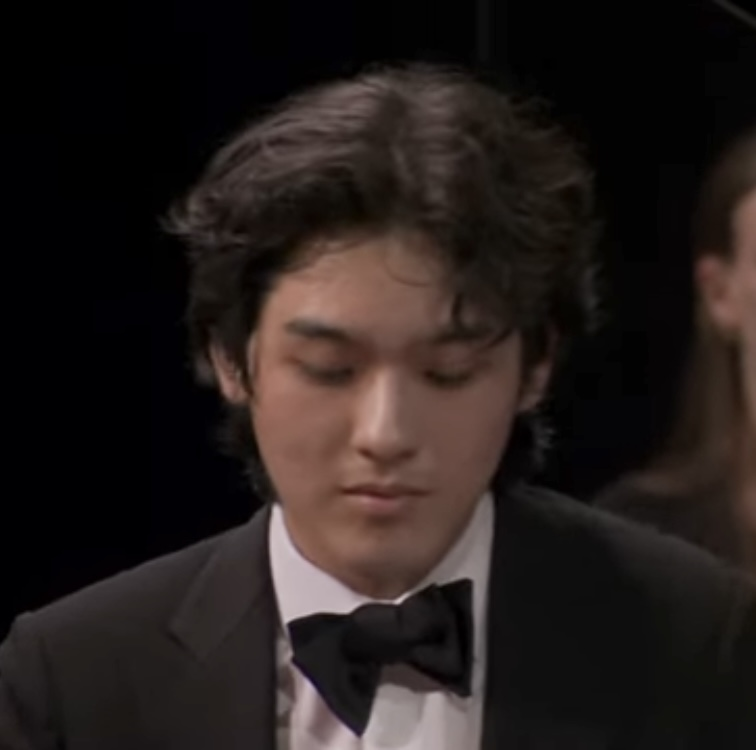
Yunchan Lim (* 2004)

- Lim, Zoong-sun (* 1943), nordkoreanischer Fußballspieler
- Lim-Sylianco, Clara (1925–2013), philippinische Chemikerin und Hochschullehrerin

### Lima
- Lima (1942–2025), brasilianischer Fußballspieler
- Lima Barreto, Afonso Henriques de (1881–1922), brasilianischer Journalist und Autor
- Lima Campos Maria, Fabiano de (* 1985), brasilianischer Fußballspieler
- Lima Choc, Rigoberto († 2015), guatemaltekischer Naturschützer
- Lima Cruz, Maria Adelaide de (1908–1985), portugiesische Malerin, Illustratorin, Bühnen- und Kostümbildnerin
- Lima Cruz, Thales (* 1989), brasilianischer Fußballspieler
- Lima de Brito, Lins (* 1987), brasilianischer Fußballspieler
- Lima de Carvalho, Renato Andrew (* 1999), brasilianischer Beachvolleyballspieler
- Lima dos Santos, Caetano Antônio (1916–2014), brasilianischer Geistlicher, Bischof von Ilhéus
- Lima dos Santos, Rodrigo José (* 1983), brasilianischer Fußballspieler
- Lima Fuentes, Carlos (* 1970), Schweizer Handballtrainer und Handballspieler
- Lima Gomes, João Batista (* 1985), brasilianischer Fußballspieler
- Lima Gomes, João Vitor (* 1988), brasilianischer Fußballspieler
- Lima Magalhães, Moisés (* 1988), brasilianischer Fußballspieler
- Lima Pereira, António (1952–2022), portugiesischer Fußballspieler
- Lima Pereira, Rafael (* 1993), brasilianischer Fußballspieler
- Lima Perlingeiro, André (* 1969), brasilianischer Beachvolleyballspieler
- Lima Quintana, Hamlet (1923–2002), argentinischer Dichter, Sänger, Komponist und Maler
- Lima Santos, Joelinton (* 1993), brasilianischer Fußballspieler
- Lima Silva, Thiago de (* 1983), österreichischer Fußballspieler
- Lima Soares, Francisco (* 1964), brasilianischer Geistlicher, römisch-katholischer Bischof von Carolina
- Lima Valverde, Miguel de (1872–1951), brasilianischer Geistlicher, römisch-katholischer Erzbischof von Olinda e Recife
- Lima Vaz, José Carlos de (1928–2008), brasilianischer Geistlicher und Bischof von Petrópolis
- Lima Veiga, Ânderson (* 1973), brasilianischer Fußballspieler
- Lima, Abílo de Deus de Jesus, osttimoresischer Staatssekretär für Umwelt
- Lima, Adolfo (* 1990), uruguayischer Fußballspieler
- Lima, Adriana (* 1981), brasilianisches SupermodelAdriana Lima (* 1981)

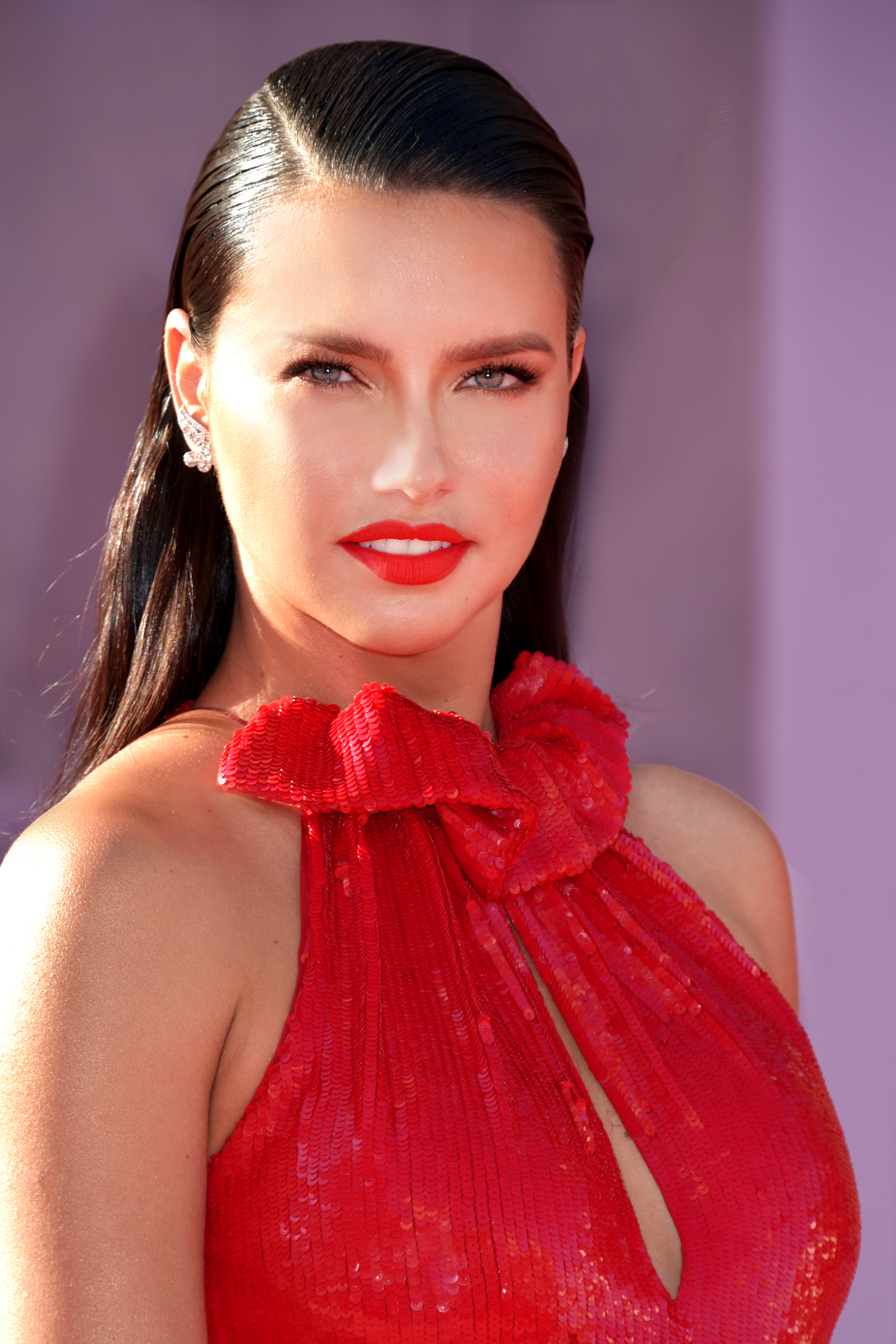
Adriana Lima (* 1981)

- Lima, Alceu Amoroso (1893–1983), brasilianischer Schriftsteller, Literaturkritiker und Politiker
- Lima, Aline de (* 1978), brasilianische Sängerin
- Lima, André (* 1985), brasilianischer Fußballspieler
- Lima, André Oliveira de (* 1985), brasilianischer Fußballspieler
- Lima, Ângelo de (1872–1921), portugiesischer Lyriker
- Lima, Antoni (* 1970), andorranischer Fußballspieler
- Lima, Arthur Moreira (1940–2024), brasilianischer klassischer Pianist
- Lima, Augusto (* 1991), brasilianischer Basketballspieler
- Lima, Brian (* 1972), samoanischer Rugbyspieler
- Lima, Bruno (* 1985), portugiesischer Radrennfahrer
- Lima, Bruno (* 1996), argentinischer Volleyballspieler
- Lima, Carlos Henrique da Rocha (1915–1991), brasilianischer Romanist, Lusitanist und Grammatiker
- Lima, Chely (1957–2023), kubanisch-US-amerikanischer, transsexueller Autor für Literatur, Film, Fernsehen und Theater
- Lima, Conceição (* 1961), são-toméische Lyrikerin und Journalistin
- Lima, Cremilda de (* 1940), angolanische Kinderbuchautorin
- Lima, Cristiano de (1979–2004), brasilianischer Fußballspieler
- Lima, Cristina Fontes (* 1958), kap-verdische Politikerin und Rechtsanwältin
- Lima, Darcy (* 1962), brasilianischer Schachgroßmeister, -funktionär, -herausgeber und -lehrer
- Lima, Diego da Costa (* 1988), brasilianischer Fußballspieler
- Lima, Dudu (* 1988), brasilianischer Fußballspieler
- Lima, Elon Lages (1929–2017), brasilianischer Mathematiker
- Lima, Emily (* 1980), brasilianische Fußballspielerin und Nationaltrainerin
- Lima, Erik (* 1994), brasilianischer Fußballspieler
- Lima, Fábio (* 1993), brasilianischer Fußballspieler
- Lima, Fernanda (* 1977), brasilianische Fernsehmoderatorin, Schauspielerin und Model
- Lima, Fernando (* 1991), uruguayischer Fußballspieler
- Lima, Flávia de (* 1993), brasilianische Mittelstreckenläuferin
- Lima, Floriana (* 1981), US-amerikanische Schauspielerin
- Lima, Gesiel José de (* 1968), brasilianischer Fußballspieler
- Lima, Gianluca (* 1994), Schweizer Handballspieler
- Lima, Gusttavo (* 1989), brasilianischer Sertaneja-MusikerGusttavo Lima (* 1989)

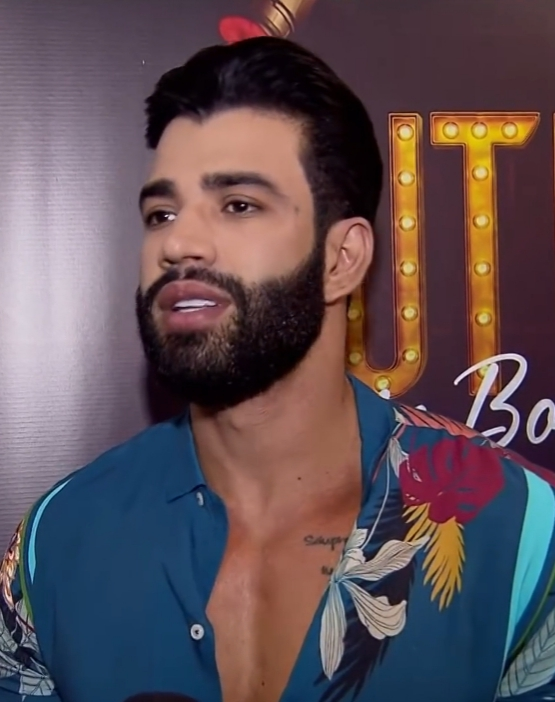
Gusttavo Lima (* 1989)

- Lima, Hermes (1902–1978), brasilianischer Politiker, Premierminister
- Lima, Ildefons (* 1979), andorranischer Fußballspieler
- Lima, Jádson (* 2003), brasilianischer Sprinter
- Lima, Jaílma de (* 1986), brasilianische Sprinterin und Hürdenläuferin
- Lima, Jaqueline (* 2001), brasilianische Badmintonspielerin
- Lima, Javier († 2019), mexikanischer Fußballspieler
- Lima, Joachim (1875–1936), portugiesischer Geistlicher, römisch-katholischer Erzbischof von Bombay
- Lima, João de Souza (1898–1982), brasilianischer Pianist, Komponist und Dirigent
- Lima, João de Souza (1913–1984), brasilianischer Ordensgeistlicher, römisch-katholischer Koadjutorerzbischof von São Salvador da Bahia
- Lima, José (1972–2010), dominikanischer Baseballspieler
- Lima, José Artur de Junior (* 1996), brasilianischer Fußballspieler
- Lima, José Carlos de (1955–1988), brasilianischer Radrennfahrer
- Lima, José de (1924–2013), brasilianischer Geistlicher, römisch-katholischer Bischof von Sete Lagoas
- Lima, José Joaquim Lopes de († 1852), portugiesischer Gouverneur von Portugiesisch-Timor
- Lima, José Reinaldo de (* 1957), brasilianischer Fußballspieler
- Lima, Joviano de, Júnior (1942–2012), brasilianischer Ordensgeistlicher, römisch-katholischer Erzbischof von Ribeirão Preto
- Lima, Jucilene de (* 1990), brasilianische Speerwerferin
- Lima, Julia (* 1981), russische Opernsopranistin
- Lima, Laura (* 1971), brasilianische Künstlerin
- Lima, Leila de (* 1959), philippinische Juristin, Hochschullehrerin und Politikerin
- Lima, Letícia (* 2001), brasilianische Sprinterin
- Lima, Lucas (* 1990), brasilianischer Fußballspieler
- Lima, Lucas (* 2002), schwedisch-brasilianischer Fußballspieler
- Lima, Luis (* 1948), argentinischer Opernsänger mit der Stimmlage Tenor
- Lima, Magda (* 1968), brasilianische Beachvolleyballspielerin
- Lima, Manuel (* 1978), portugiesischer Informationsdesigner und Autor
- Lima, Marilyn (* 1995), französische SchauspielerinMarilyn Lima (* 1995)

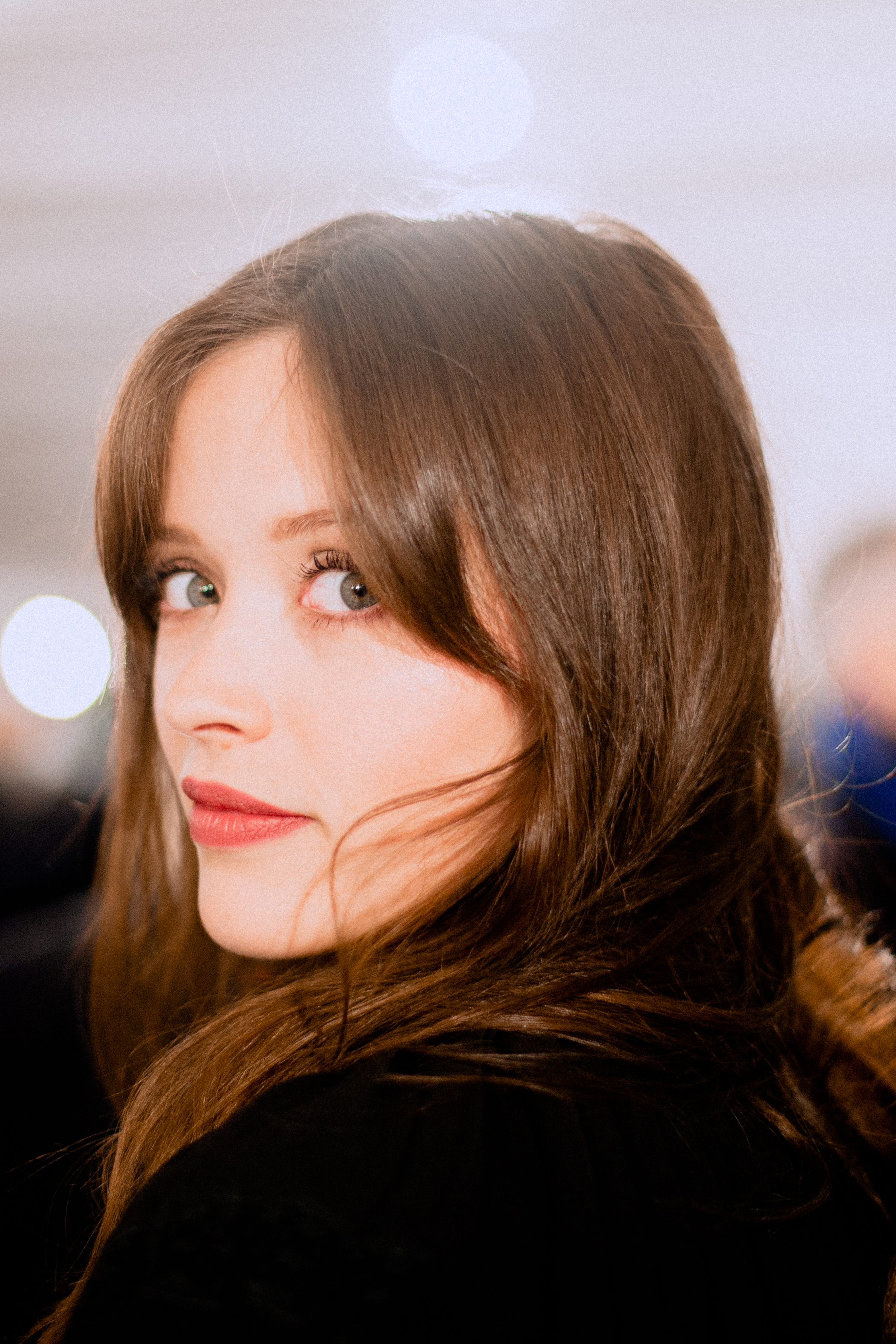
Marilyn Lima (* 1995)

- Lima, Matheus (* 2003), brasilianischer Hürdenläufer
- Lima, Maurício (* 1968), brasilianischer Volleyballspieler
- Lima, Negrão de (1901–1981), brasilianischer Politiker und Diplomat
- Lima, Nick (* 1994), US-amerikanischer Fußballspieler
- Lima, Oscar, osttimoresischer Unternehmer, Unabhängigkeitsaktivist und Politiker
- Lima, Pablo (* 1981), uruguayischer Fußballspieler
- Lima, Pablo (* 1990), uruguayischer Fußballspieler
- Lima, Paulo (* 1992), uruguayischer Fußballspieler
- Lima, Paulo César (* 1949), brasilianischer Fußballspieler
- Lima, Pedro (* 1983), brasilianischer Boxer
- Lima, Rodrigo (* 2003), portugiesischer Mittelstreckenläufer
- Lima, Salvador (* 1940), mexikanischer Fußballspieler
- Lima, Salvatore (1928–1992), italienischer Politiker, MdEPSalvatore Lima (1928–1992)

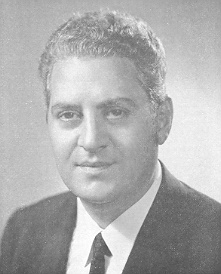
Salvatore Lima (1928–1992)

- Lima, Samuel Ferreira de (* 1967), brasilianischer römisch-katholischer Ordensgeistlicher, Weihbischof in Manaus
- Lima, Sandy Leah (* 1983), brasilianische Popsängerin und Songwriterin
- Lima, Taiana (* 1984), brasilianische Beachvolleyballspielerin
- Lima, Vanderlei de (* 1969), brasilianischer Marathonläufer
- Lima, Venceslau de Sousa Pereira de (1858–1919), portugiesischer Politiker und Premierminister
- Lima, Veva de (1886–1963), portugiesische Schriftstellerin, Salonnière und Exzentrikerin
- Lima, Vicente de (* 1977), brasilianischer Sprinter
- Lima, Willian (* 2000), brasilianischer Judoka
- Lima, Wilson Miranda (* 1976), brasilianischer Politiker
- Limacher, Antonia (* 1953), Schweizer Schauspielerin
- Limachi Ortiz, Pascual (* 1963), bolivianischer Geistlicher und römisch-katholischer Prälat von Corocoro
- Limage, Jennyfer (* 1997), haitianische Fußballspielerin
- Limage, Marcel (1929–2019), belgischer Boxer
- Limahl (* 1958), britischer PopsängerLimahl (* 1958)

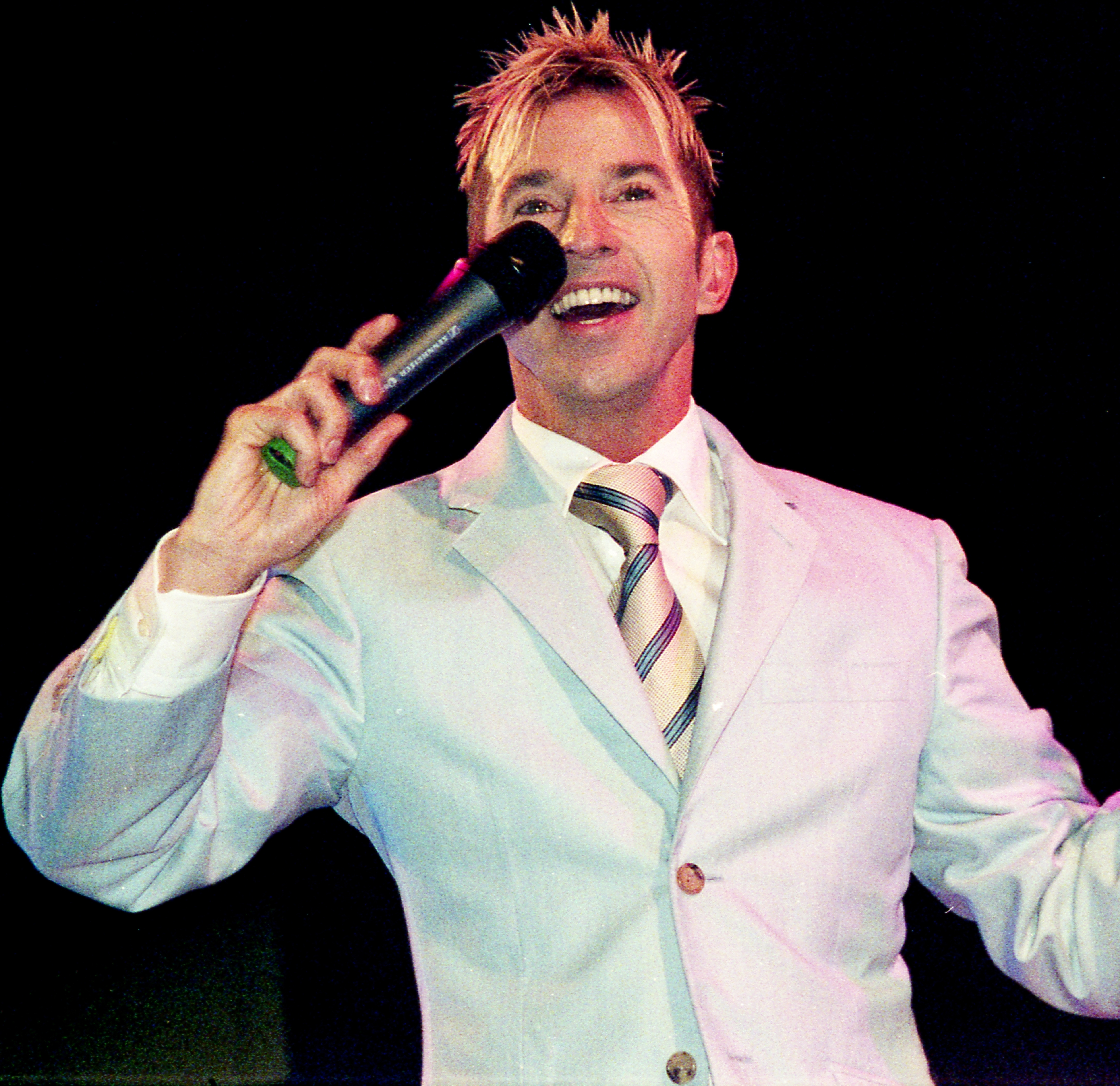
Limahl (* 1958)

- Limaj, Asteryja (* 2001), belarussische Sprinterin
- Limaj, Fatmir (* 1971), kosovarischer Politiker
- Limaj, Vesel (* 1996), deutscher Fußballspieler
- Limal, Marion (* 1987), französische Handballspielerin und -trainerin
- Limam, Jameleddine (* 1967), tunesischer Fußballspieler
- Liman von Sanders, Otto (1855–1929), preußischer General der Kavallerie und osmanischer Marschall
- Liman, Carl (1818–1891), deutscher Rechtsmediziner
- Liman, Doug (* 1965), US-amerikanischer Filmregisseur, Filmproduzent und Kameramann
- Liman, Horia (1912–2002), rumänisch-schweizerischer Journalist und Schriftsteller
- Liman, Ludwig (1788–1820), deutscher Architekt
- Liman, Paul (1860–1916), deutscher Autor und Publizist
- Liman-Tinguiri, Mamadou Kiari (* 1953), nigrischer Wirtschaftswissenschaftler und Diplomat
- Limani, Gentrit (* 2000), kosovarisch-deutscher Fußballspieler
- Limani, Valentina (* 1997), deutsch-kosovarische Fußballspielerin
- Limann, Hilla (1934–1998), ghanaischer Politiker, Präsident von Ghana (1979–1981)
- Limanskaja, Marija Filippowna (1924–2024), russische Militärpolizistin der Roten Armee und Bibliothekarin
- Limantour, Joseph Yves (1812–1885), französisch-mexikanischer Geschäftsmann
- Limardo, Rubén (* 1985), venezolanischer Degenfechter und Olympiasieger

### Limb
- Limba Ram (* 1972), indischer Bogenschütze
- Limbach, Albert (1838–1898), deutscher Schriftsetzer, Drucker, Verleger und Herausgeber
- Limbach, Anna (* 1989), deutsche Fechterin
- Limbach, Benjamin (* 1969), deutscher Jurist und Minister der Justiz des Landes Nordrhein-WestfalenBenjamin Limbach (* 1969)

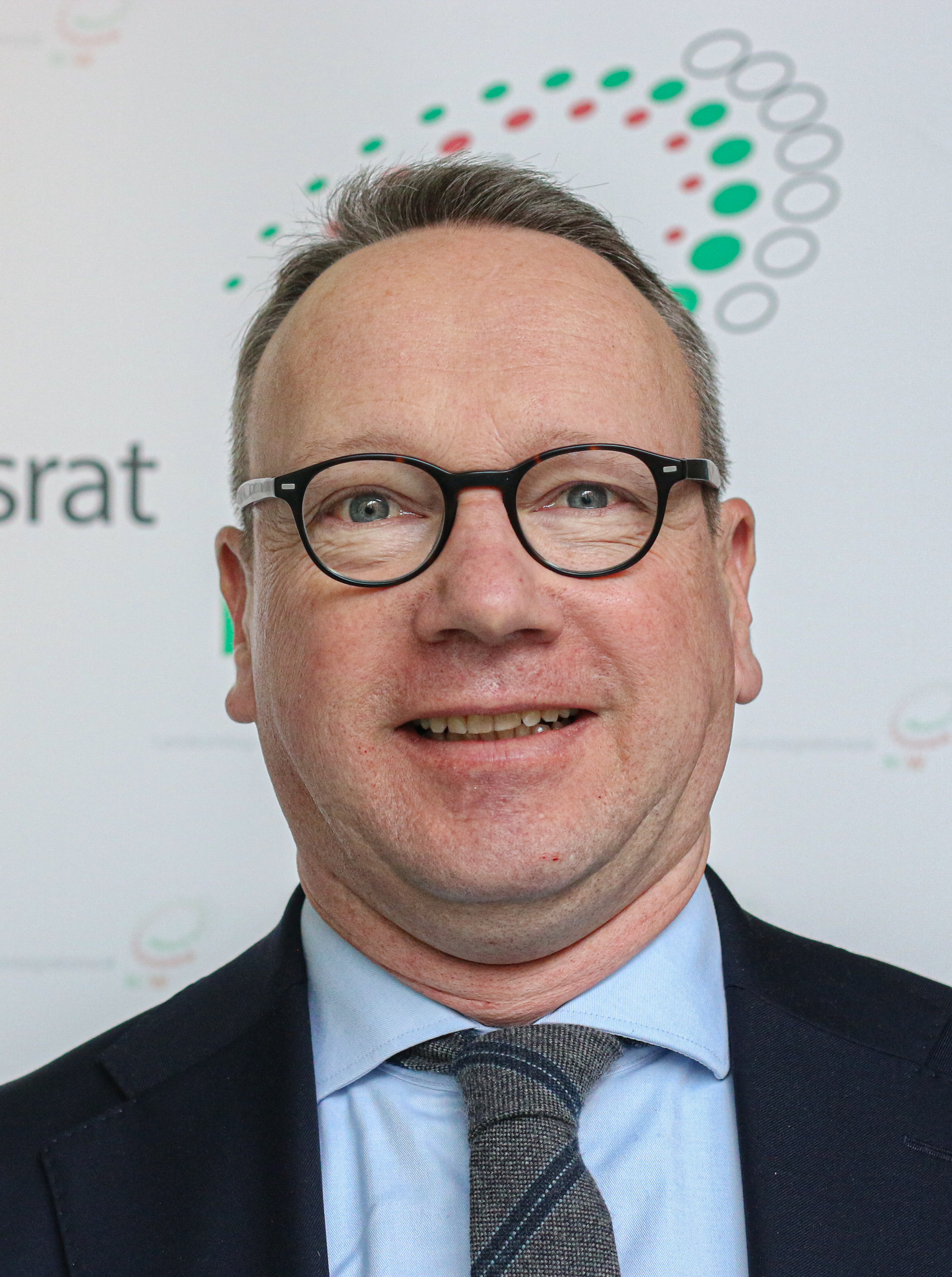
Benjamin Limbach (* 1969)

- Limbach, Detlef (* 1953), deutscher Fußballspieler
- Limbach, Editha (1933–2023), deutsche Politikerin (CDU), MdB
- Limbach, Friedrich Heinrich (1801–1887), deutscher Schauspieler und Regisseur
- Limbach, Guido (* 1966), deutscher Fußballtorhüter
- Limbach, Hans-Heinrich (* 1943), deutscher Chemiker
- Limbach, Isaac Lardin von († 1627), deutscher Obrist und Statthalter der Protestantischen Union
- Limbach, Johann Christoph von (1644–1710), hannoverscher Hof- und Geheimrat und kurfürstlich braunschweig-lüneburgischer Komitialgesandter
- Limbach, Jutta (1934–2016), deutsche Rechtswissenschaftlerin und Politikerin (SPD), Präsidentin des BundesverfassungsgerichtsJutta Limbach (1934–2016)

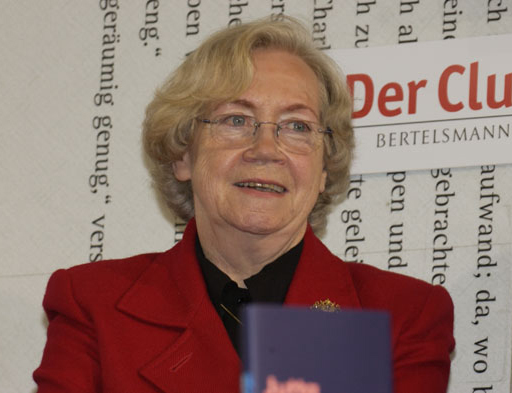
Jutta Limbach (1934–2016)

- Limbach, Käthe (1915–2003), deutsche Widerstandskämpferin gegen den Nationalsozialismus und Mitglied der KPD
- Limbach, Luise (1834–1909), deutsche Opern- und Operettensängerin (Sopran)
- Limbach, Maximilian (1820–1895), bayerischer Generalleutnant
- Limbach, Nicolas (* 1985), deutscher Säbelfechter
- Limbach, Paul W. (1933–2012), deutscher Journalist
- Limbach, Renate (1971–2006), niederländische Schachspielerin
- Limbach, Thea (* 1959), niederländische Eisschnellläuferin
- Limbach, Werner (1932–2021), deutscher Radrennfahrer
- Limbacher, Andrea (* 1989), österreichische Freestyle-Skierin
- Limbacher, Esra (* 1989), deutscher Politiker (SPD), MdB
- Limbacher, Johann (1940–2025), deutscher römisch-katholischer Geistlicher, Generalvikar des Bistums Eichstätt
- Limbău, Mariana (* 1977), rumänische Kanutin
- Limbaugh, Rush (1951–2021), US-amerikanischer Radiomoderator und AutorRush Limbaugh (1951–2021)

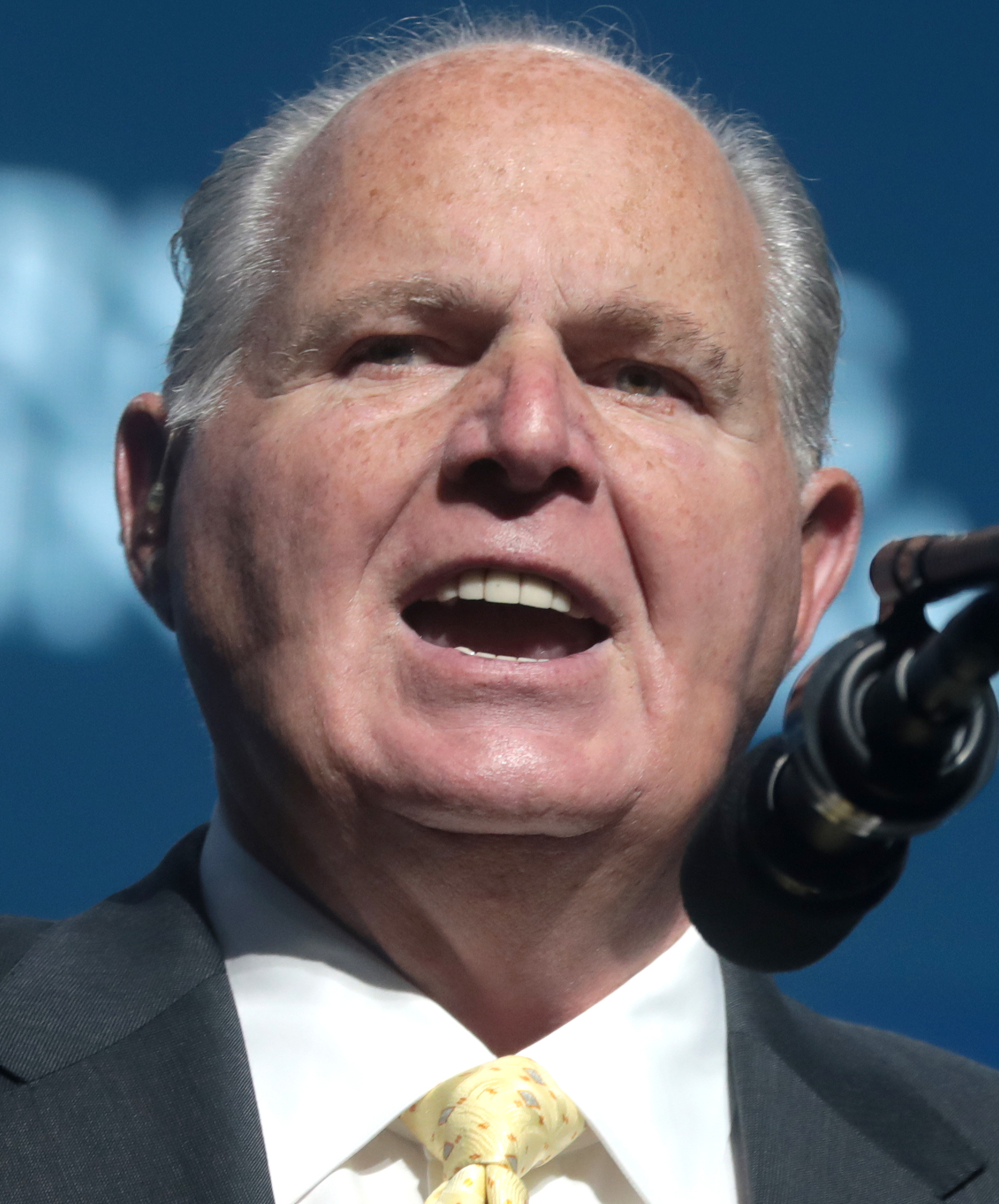
Rush Limbaugh (1951–2021)

- Limbeck, Emil (1909–1978), deutscher Politiker (SPD), MdL
- Limbeck, Karl (1894–1966), deutscher Politiker
- Limbeck, Martin (* 1966), deutscher Autor
- Limbeck, Meinrad (1934–2021), deutscher katholischer Theologe
- Limberg, Christian (* 1965), deutscher Chemiker
- Limberg, Gerhard (1920–2006), deutscher Militär, Offizier der deutschen Luftwaffe und Inspekteur der Luftwaffe
- Limberg, Holger, deutscher Anglist
- Limberg, Inge (1922–1989), schwedischer Skilangläufer
- Limberg, Johannes († 1714), deutscher Geistlicher und Verfasser von Reiseliteratur
- Limberg, Kriemhild (1934–2020), deutsche Diskuswerferin
- Limberg, Paul (1917–1997), deutscher Pflanzenbauwissenschaftler und Hochschullehrer
- Limberg, Pierre (* 1975), deutscher Handballtrainer und Handballspieler
- Limberg, Reinhold (1927–1997), deutscher Lehrer, Komponist und Dichter
- Limberger, Carl (* 1964), australischer Tennisspieler
- Limberger, Josef (* 1958), österreichischer Fotograf und Autor
- Limberger, Tcha (* 1977), belgischer Jazz- und Weltmusik-Künstler (Gitarre, Geige, Gesang)
- Limberger, Thomas (* 1967), deutscher Manager, Verwaltungsratspräsident und Vorstandsvorsitzender der Von Roll Holding AG
- Limberský, David (* 1983), tschechischer Fußballspieler
- Limbertz, Heinrich (1874–1932), deutscher Politiker (SPD), MdR, MdL
- Limbombe, Anthony (* 1994), belgischer Fußballspieler
- Limborck, Philippus van (1633–1712), niederländischer arminianischer Theologe, Hochschullehrer
- Limbour, Georges (1900–1970), französischer Schriftsteller, Philosoph und Poet
- Limbourg, Johann Peter (1832–1891), deutscher Gutsbesitzer und Politiker (Zentrum), MdR
- Limbourg, Karl (1856–1912), preußischer Verwaltungsbeamter und Landrat
- Limbourg, Peter (1915–2015), deutscher Diplomat
- Limbourg, Peter (* 1960), deutscher Journalist und NachrichtensprecherPeter Limbourg (* 1960)

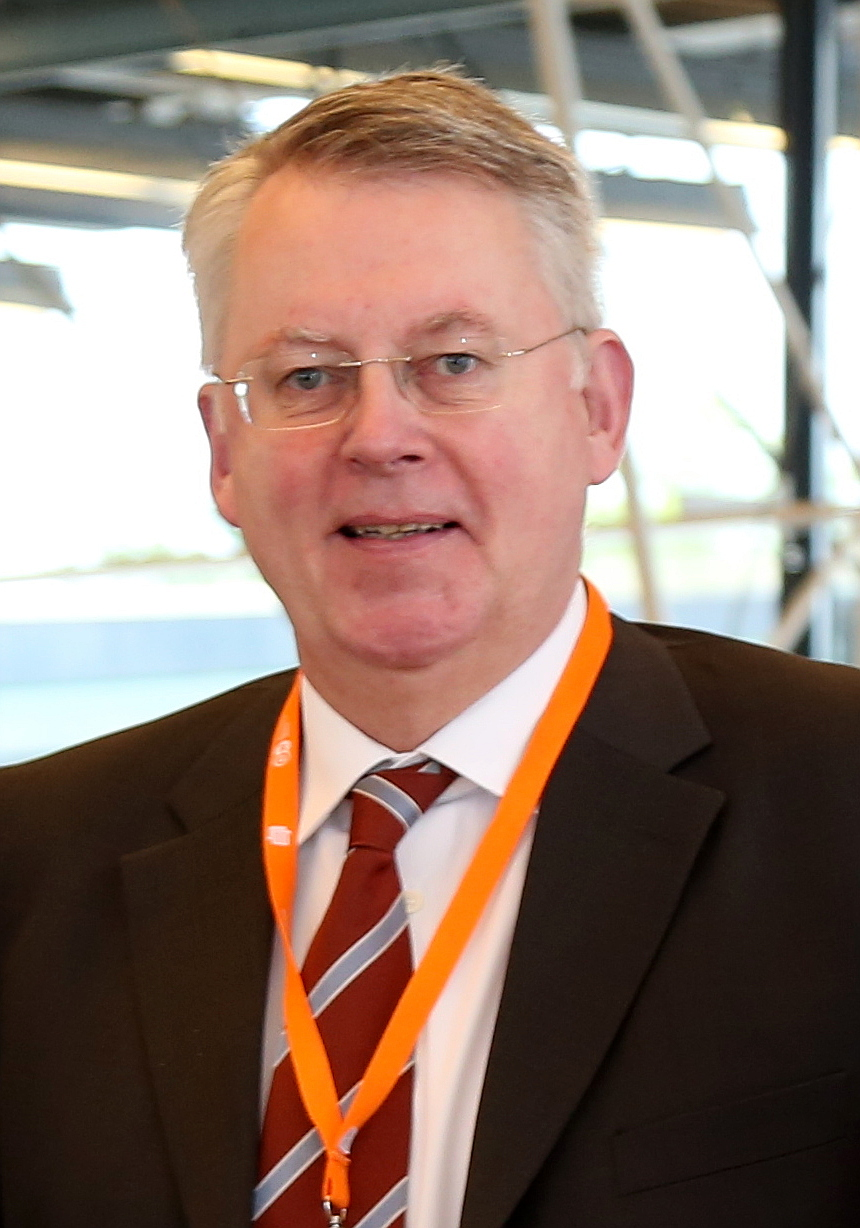
Peter Limbourg (* 1960)

- Limbrock, Eberhard (1859–1931), Steyler Missionar in China, erster Apostolischer Präfekt von Kaiser-Wilhelms-Land
- Limburg Stirum, Johan Paul van (1873–1948), niederländischer Diplomat und Gouverneur
- Limburg, Fritz, deutscher Turner
- Limburg, Georg (1925–2018), deutscher Gewerkschafter (FDGB)
- Limburg, Hans (1933–2022), deutscher Bibliothekar
- Limburg, Helge (* 1982), deutscher Politiker (Bündnis 90/Die Grünen), MdLHelge Limburg (* 1982)

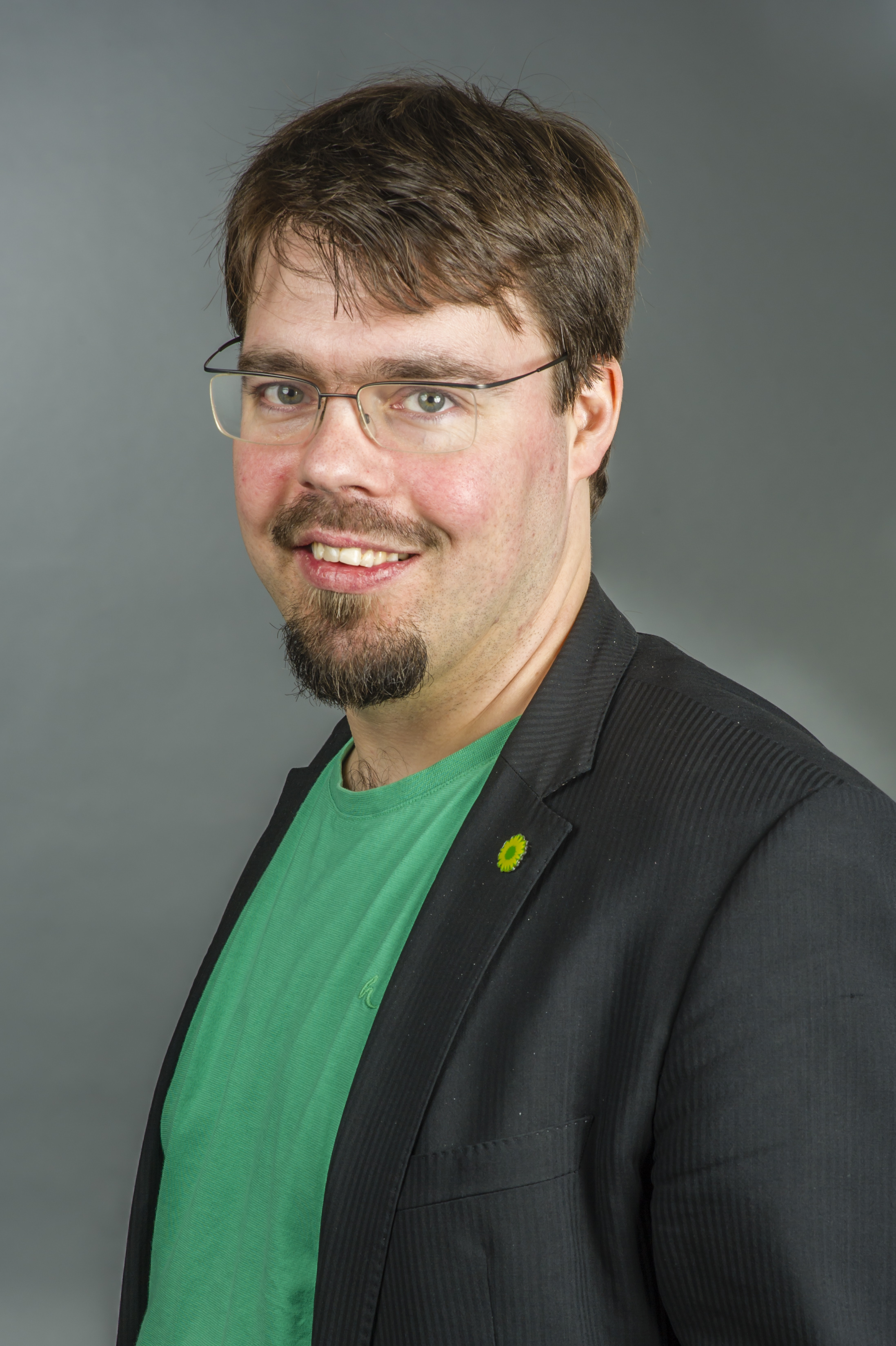
Helge Limburg (* 1982)

- Limburg, Josef (1874–1955), deutscher Bildhauer und Medailleur
- Limburg, Kai (* 1962), deutscher Basketballspieler
- Limburg, Michael (* 1940), deutscher Autor
- Limburg, Olga (1881–1970), deutsche Schauspielerin
- Limburg-Broich, Heinrich von († 1486), Graf von Limburg, Herr zu Broich
- Limburg-Broich, Johann von († 1511), Graf von Limburg, Herr zu Broich
- Limburg-Broich, Wilhelm I. von (1385–1459), Graf von Limburg, Herr zu Broich
- Limburg-Broich, Wilhelm II. von († 1473), Graf von Limburg, Herr zu Broich
- Limburg-Stirum, Agnes von (1563–1645), Äbtissin der Stifte Elten, Vreden, Borghorst und St
- Limburg-Stirum, August von (1721–1797), Fürstbischof
- Limburg-Stirum, Friedrich Wilhelm zu (1871–1951), deutscher Verwaltungsbeamter und Rittergutsbesitzer
- Limburg-Stirum, Friedrich zu (1835–1912), deutscher Politiker, MdR, Staatssekretär des Deutschen Reiches
- Limburg-Stirum, Otto Ernst Leopold von (1684–1754), deutscher General der Kaiserlichen Armee
- Limburg-Stirum, Richard zu (1874–1931), deutscher Rittergutsbesitzer und Verwaltungsbeamter
- Limburg-Styrum, Adolf Ernst von (1622–1657), Graf von Limburg-Styrum, Herr von Gemen
- Limburg-Styrum, Adolf von († 1506), Adliger
- Limburg-Styrum, Agnes Maria von (1631–1646), gewählte Äbtissin im Stift Freckenhorst
- Limburg-Styrum, Agnes von († 1570), Äbtissin im Stift Freckenhorst
- Limburg-Styrum, Dietrich III. von († 1398), deutscher Adliger
- Limburg-Styrum, Eberhard I. von (1252–1304), deutscher Adliger
- Limburg-Styrum, Eberhard von, deutscher Adliger
- Limburg-Styrum, Ernst Maria von (1736–1809), deutscher Adliger
- Limburg-Styrum, Georg von († 1552), Adliger
- Limburg-Styrum, Hermann Georg von (1540–1574), Adliger
- Limburg-Styrum, Hermann Otto I. von (1592–1644), deutscher Adeliger und Militär
- Limburg-Styrum, Hermann Otto von (1646–1704), kaiserlicher Generalfeldmarschall
- Limburg-Styrum, Jobst von (1560–1621), niederländischer Adliger
- Limburg-Styrum, Karl Joseph August von (1727–1760), deutscher Adliger
- Limburg-Styrum, Metta von (1561–1622), Äbtissin im Stift Freckenhorst
- Limburg-Styrum, Moritz Hermann von (1664–1703), deutscher Adliger
- Limburg-Styrum, Moritz von (1634–1664), deutscher Adliger
- Limburg-Styrum, Otto von (1620–1679), Adeliger und Militär
- Limburg-Styrum, Philipp Ferdinand von (1734–1794), deutscher Adliger, Graf von Limburg, Herr von Styrum
- Limburg-Styrum, Wilhelm I. von († 1459), deutscher Adliger
- Limburg-Styrum, Wilhelm II. von († 1521), Adliger
- Limburger, Bernhard von (1901–1981), deutscher Golfarchitekt
- Limburger, Jacob Bernhard (1770–1847), deutscher Kaufmann, Musikorganisator und Sänger
- Limburger, Martin (1637–1692), deutscher Schriftsteller und Pfarrer
- Limburger, Paul Bernhard (1826–1891), deutscher Kaufmann
- Limburger, Regina Magdalena (1638–1691), deutsche Dichterin des Barock
- Limburgia, Johannes de, franko-flämischer Komponist mehrstimmiger Musik und Sänger der frühen Renaissance
- Limby, Tommy (1947–2008), schwedischer Skilangläufer

### Lime
- Lime, Yvonne (* 1935), US-amerikanische Schauspielerin
- Limeira, Daiane (* 1997), brasilianische Fußballspielerin
- Limeira, Gabriel de Paulo (* 1983), brasilianischer Fußballspieler
- Limentani, Alberto (1935–1986), italienischer Romanist
- Limerick, Kelly (* 1991), singapurische Häkel- und Strickkünstlerin
- Limesey, Robert de († 1117), anglonormannischer Geistlicher, Bischof von Lichfield
- Limeuil, Isabelle de († 1609), französische Adlige

### Limi
- Limi, Hans Andreas (* 1960), norwegischer Politiker
- Liminski, Jürgen (1950–2021), deutscher Journalist und Publizist
- Liminski, Nathanael (* 1985), deutscher Ministerialbeamter und Politiker (CDU)Nathanael Liminski (* 1985)

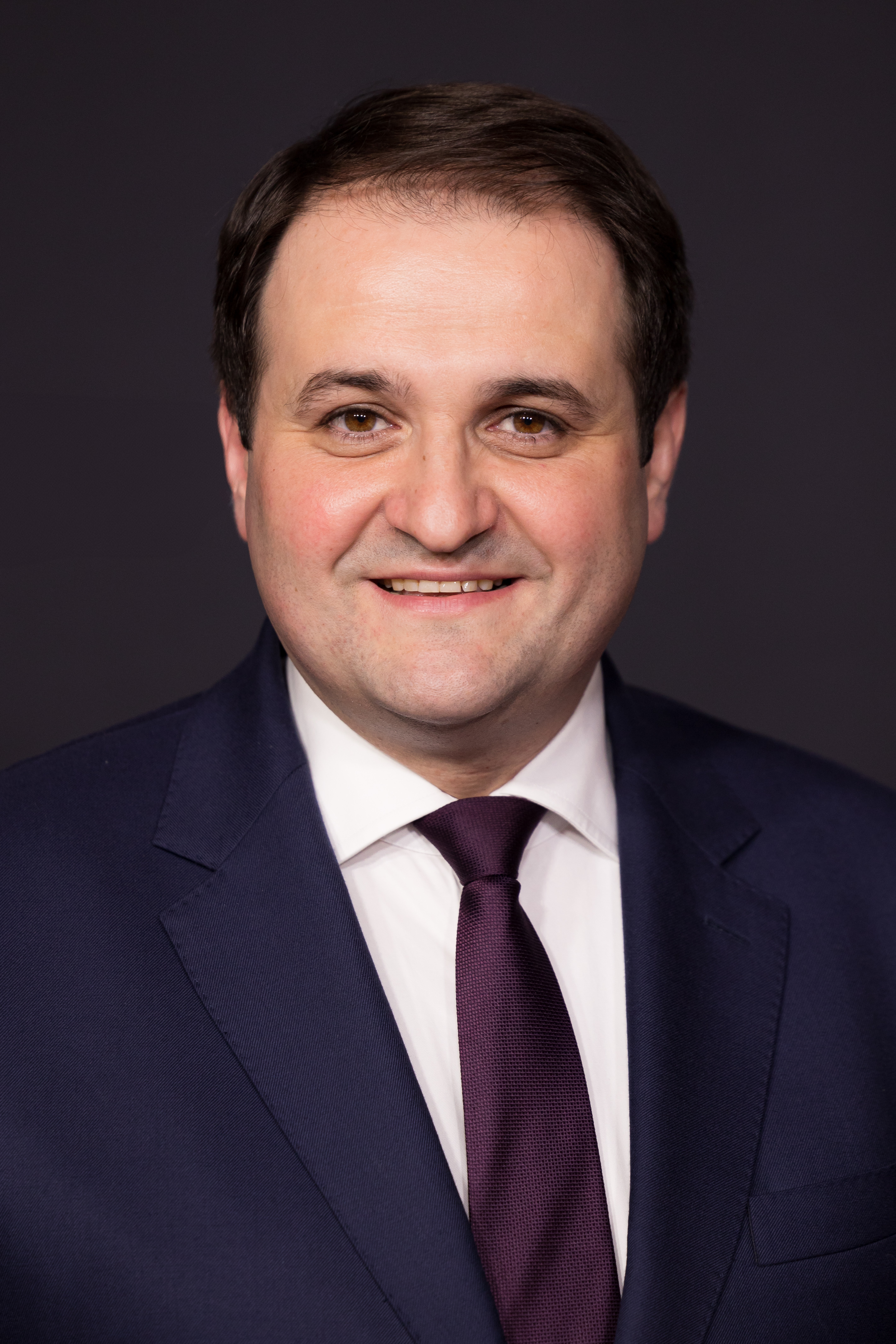
Nathanael Liminski (* 1985)

### Limm
- Limmer, Conrad Philipp (1658–1730), deutscher Arzt, Gymnasialprofessor und Mitglied der Gelehrtenakademie „Leopoldina“
- Limmer, Daniel (* 1989), österreichischer Filmregisseur und Drehbuchautor
- Limmer, Franz (1808–1857), österreichischer Komponist
- Limmer, Fritz (1881–1947), deutscher Chemiker, Hochschullehrer, Fotograf und Heimatforscher
- Limmer, Hans-Christian (* 1964), deutscher Kaufmann, Firmengründer
- Limmer, Herbert (1930–2023), deutscher Diplomat
- Limmer, Hildegard (* 1933), deutsche Schriftstellerin
- Limmer, Konrad († 1592), deutscher evangelischer Theologe, Reformator und Konfessionalist
- Limmer, Maria (1896–1974), österreichische Schriftstellerin
- Limmer, Sylvia (* 1966), deutsche Politikerin (parteilos, AfD)
- Limmer, Ulrich (* 1955), deutscher Filmproduzent und Drehbuchautor
- Limmer, Wolfgang (* 1946), deutscher Drehbuchautor und Filmregisseur
- Limmert, Erich (1909–1988), deutscher Musikkritiker und Geiger, Dirigent und Komponist

### Limn
- Limnaios aus Dokimeion, antiker Bildhauer der späten römischen Kaiserzeit
- Limnaios, Toula (* 1963), griechische Interpretin und Choreographin
- Limnäus, Georg (1554–1611), deutscher Mathematiker, Astronom und Bibliothekar
- Limnäus, Johannes (1592–1665), deutscher Staatsrechtler
- Limnell, Fredrika (1816–1892), schwedische Philanthropin und Frauenrechtlerin
- Limner, Schuyler, amerikanischer Maler der Kolonialzeit
- Limnios, Dimitris (* 1998), griechischer Fußballspieler

### Limo
- Limo, Benjamin (* 1974), kenianischer Leichtathlet, der 1999 Vizeweltmeister und 2005 Weltmeister über 5000 Meter wurde
- Limo, Cynthia Jerotich (* 1989), kenianische Langstreckenläuferin
- Limo, Felix (* 1980), kenianischer Langstreckenläufer
- Limo, Philemon Kimeli (* 1985), kenianischer Langstreckenläufer
- Limo, Richard (* 1980), kenianischer Langstreckenläufer
- Limoges, Joseph-Eugène (1879–1965), kanadischer Geistlicher und römisch-katholischer Bischof von Mont-Laurier
- Limón Enríquez, Gilberto (* 1956), mexikanischer Botschafter
- Limón Rojas, Miguel (* 1943), mexikanischer Politiker
- Limon, Federico (1915–1996), philippinischer Geistlicher, Erzbischof von Lingayen-Dagupan
- Limon, Iyari (* 1976), US-amerikanische Schauspielerin
- Limón, José (1908–1972), mexikanischer Tänzer und Choreograph
- Limon, Marshall (1915–1965), kanadischer Sprinter
- Limon, Mordechai (1924–2009), israelischer Marinebefehlshaber
- Limón, Rafael (* 1954), mexikanischer Boxer, WBC-Weltmeister Superfedergewicht
- Limón, Simón (* 1990), deutsch-peruanischer Haubenkoch, Kochbuchautor, Schauspieler
- Limongi, Paolino (1914–1996), italienischer Geistlicher, römisch-katholischer Erzbischof und vatikanischer Diplomat
- Limonow, Eduard Weniaminowitsch (1943–2020), russischer Autor und PolitikerEduard Weniaminowitsch Limonow (1943–2020)

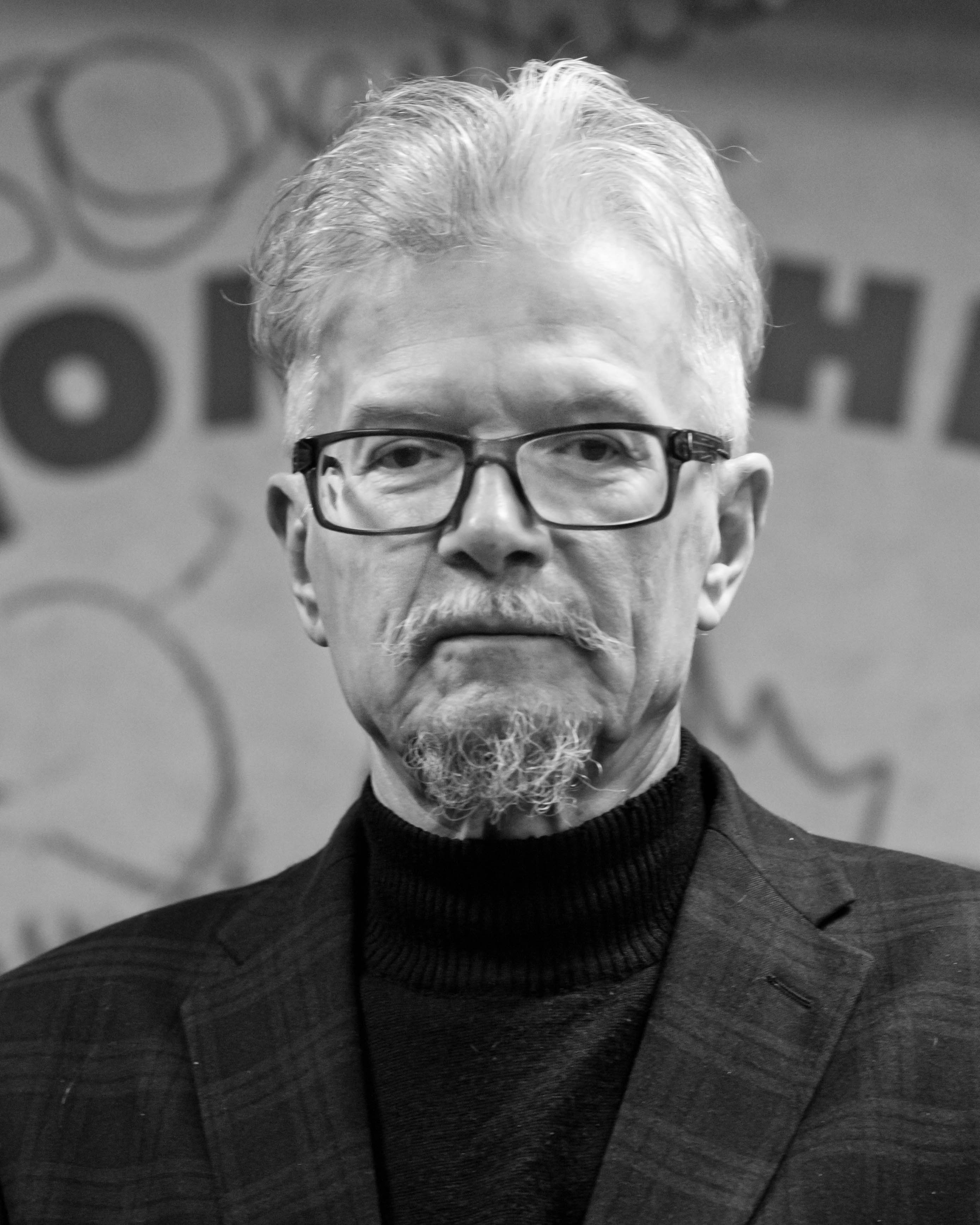
Eduard Weniaminowitsch Limonow (1943–2020)

- Limos, Tiffany (* 1980), US-amerikanische Schauspielerin und Fotomodell
- Limosin, Léonard, französischer Emaillemaler und Goldschmied
- Limousin, Stanislas (1831–1887), französischer Apotheker und Erfinder
- Limouzy, Jacques (1926–2021), französischer Politiker, Mitglied der Nationalversammlung und Staatssekretär
- Limov, Tomislav (* 1954), bosnisch-herzegowinischer Politiker und Diplomat

### Limp
- Limpach, Erich (1899–1965), deutscher Lyriker
- Limpach, Leonhard (1852–1933), deutscher Chemiker und Apotheker
- Limpach, Marc (* 1975), luxemburgischer Jurist, Autor, Schauspieler und Dramaturg
- Limpach, Odile (* 1971), französische Hochschulprofessorin und Managerin
- Limpach, Rudolf (1920–1995), deutscher Museologe und Heimatforscher
- Limpar, Anders (* 1965), schwedischer Fußballnationalspieler
- Limpele, Flandy (* 1974), indonesischer Badmintonspieler
- Limper, Horst (1924–1984), deutscher Politiker (CDU)
- Limper-Pfeil, Andrea (* 1966), deutsch-polnische Fußballtrainerin, Spielerin der deutschen Fußballnationalmannschaft
- Limperg, Bettina (* 1960), deutsche JuristinBettina Limperg (* 1960)

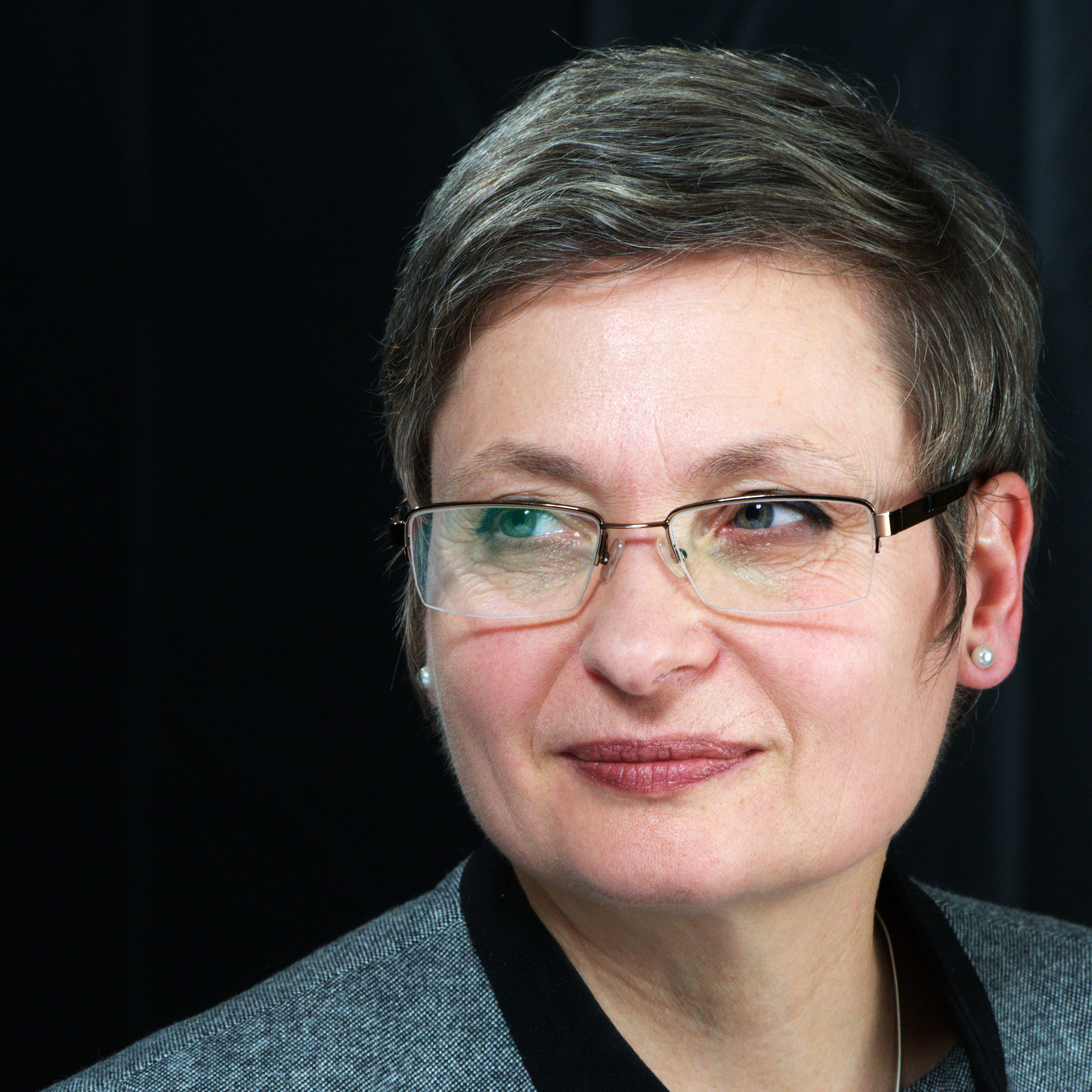
Bettina Limperg (* 1960)

- Limpert, Christian, deutscher Journalist
- Limpert, Emy (1884–1960), deutsche Fotografin
- Limpert, Marianne (* 1972), kanadische Schwimmerin
- Limpert, Richard (1922–1991), deutscher Schriftsteller
- Limpert, Robert (1925–1945), deutscher Widerstandskämpfer in der Zeit des Nationalsozialismus
- Limpert, Wilhelm (1891–1959), deutscher Verleger und Buchdrucker
- Limpinphet, Chanokchon (* 1999), thailändischer Eishockeyspieler
- Limpinsel, Thomas (* 1965), deutscher SchauspielerThomas Limpinsel (* 1965)

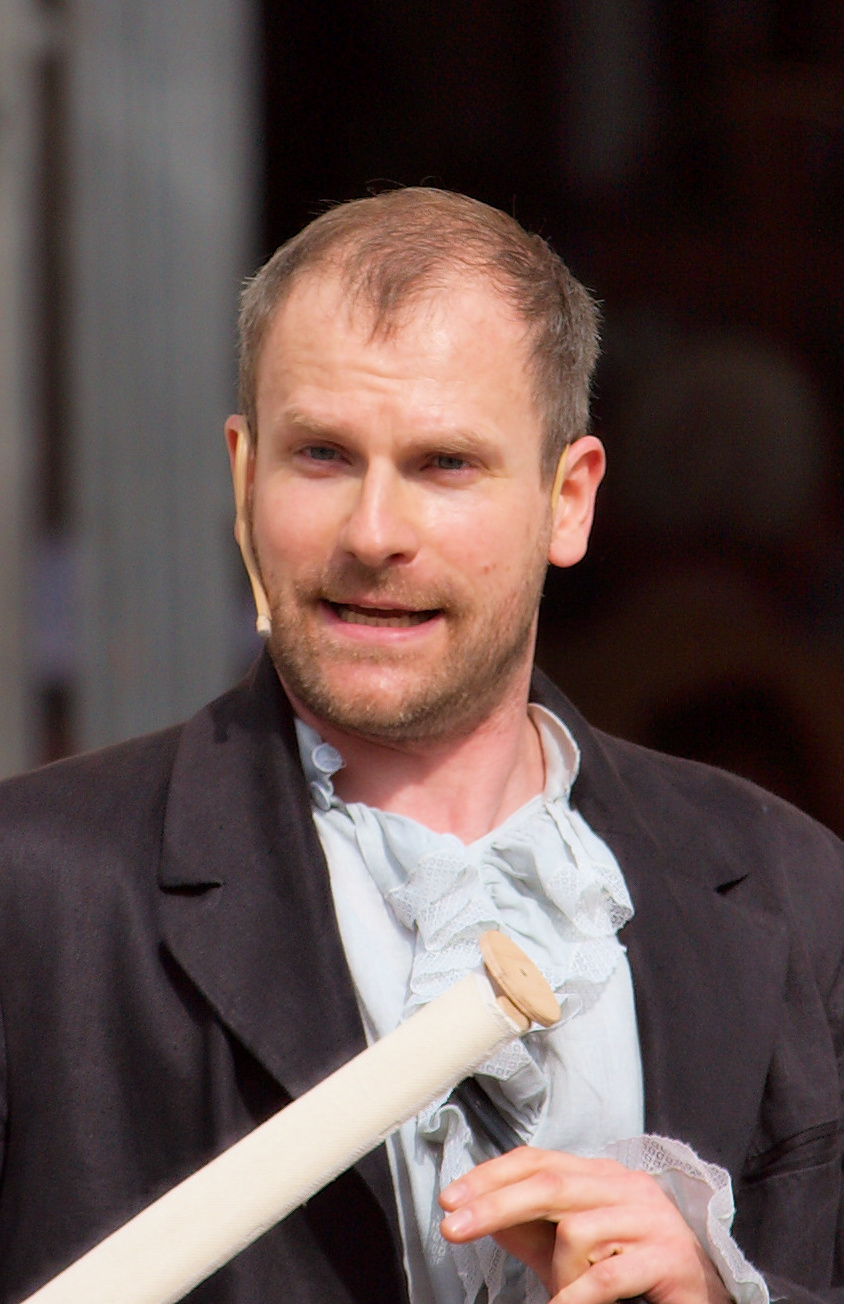
Thomas Limpinsel (* 1965)

- Limpke, Peter (* 1951), deutscher Fachbuchautor
- Limpöck, Rainer (* 1959), deutscher Sozialpädagoge und Autor
- Limprecht, Johann Adam (1651–1735), deutscher Mediziner
- Limprecht, Stefan, deutscher Schauspieler
- Limprecht, Volkmar (1615–1663), deutscher Pädagoge und Kommunalpolitiker
- Limpricht, Hans Wolfgang (* 1877), deutscher Botaniker
- Limpricht, Heinrich (1827–1909), deutscher Chemiker
- Limpricht, Karl Gustav (1834–1902), Botaniker und Bryologe
- Limpurg-Gaildorf, Sophie Eleonore von (1655–1722), deutsche Dichterin

### Limt
- Limtiaco, Tasi (* 1994), mikronesischer Schwimmer